# Ortskapelle Dietreichs
Die in der Österreichischen Kunsttopographie beschriebene Ortskapelle von Dietreichs gehörte zur Pfarre Döllersheim. Mit der ab 1938 erfolgten Entsiedelung von Dietreichs zur Anlage des Truppenübungsplatzes Döllersheim wurde sie dem Verfall preisgegeben.

## Geschichte und Beschreibung
Die Ortskapelle von Dietreichs wurde 1752 als kleiner, rechteckiger Bau mit halbrunder Apsis aus Ziegeln erbaut. In der glatten Giebelwand befanden sich die Eingangstür und darüber ein Rundbogenfenster. Über je ein Rundbogenfenster verfügten die nördliche und die südliche Seitenwand. Auf dem Satteldach befand sich ein Dachreiter. Der Innenraum besaß ein Klostergewölbe.
Auf dem Altar befanden sich Statuen der Mutter Gottes mit dem Kinde, des Auferstandenen, eines heiligen Abtes, der heiligen Ursula und der heiligen Katharina. Die Österreichische Kunsttopographie bezeichnet alle diese aus Holz geschnitzten und polychromierten Darstellungen als schwach.